# Kotorosl
La Kotorosl (en russe : Ко́торосль) est une rivière de Russie et un affluent de la rive droite de la Volga.

## Géographie
La Kotorosl arrose l'oblast de Iaroslavl. Elle s'écoule depuis le lac Nero, près de Rostov Veliki, et se jette dans la Volga à Iaroslavl.
La Kotorosl est longue de 132 km et son bassin versant draine une superficie de 6 370 km2.
Au Moyen Âge, ce cours d'eau avait une grande importance stratégique, car il reliait Rostov-sur-le-Don aux principales voies d'eau de Russie. Le principal affluent de la Kotorosl est la rivière Oustye, qui coule depuis Semibratovo jusqu'à Borisogleb.